# Magasin (caméra)
Pour les articles homonymes, voir Magasin.
Dans une caméra argentique, un magasin est un accessoire destiné au stockage de la pellicule vierge pour assurer les prises de vues et la protéger de toute exposition accidentelle à la lumière. Le magasin des caméras de poing (portables à la main) est une partie constitutive du corps de la caméra. Les magasins des caméras de cinéma de studio sont des pièces amovibles que l’on change dès que la pellicule vierge a été impressionnée sur toute sa longueur.

## Histoire
Les appareils de prise de vues des débuts du cinéma se trouvaient dans les deux cas : en 1891, le Kinétographe de Thomas Edison et William Kennedy Laurie Dickson, la première caméra du cinéma, contenait la pellicule à l’intérieur même du boîtier du mécanisme. En 1895, le Cinématographe des frères Lumière utilise le même principe, mais comme il est portable car peu encombrant, léger et fonctionnant avec une simple manivelle — le Kinétographe est au contraire encombrant, lourd et nécessite un branchement sur le secteur électrique — les opérateurs ont pour mission d’aller enregistrer des images dans le monde entier et la caméra possède alors plusieurs petits magasins amovibles chargés dans le noir total en pellicule vierge. La longueur de chaque bobineau est variable, de 15 à 20 mètres au maximum.

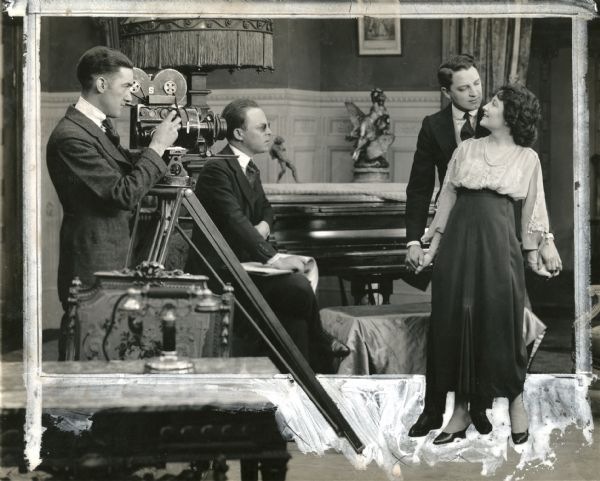
Caméra Bell & Howell modèle 2709 (tournage de Filling His Own Shoes 1917)

Une fois impressionnée, la pellicule est recueillie dans un sac noir étanche à la lumière ; l’opérateur la développe le soir même à l'aide de bonbonnes de révélateur et de fixateur. En effet, il lui faut au plus vite arrêter le processus photochimique en cours qui irait jusqu’au noircissement total de la pellicule.
Par la suite, les caméras contiennent en général la pellicule à l’intérieur de leur boîtier, mais on en vient rapidement à leur adjoindre des magasins extérieurs carrés ou ronds, qui facilitent leur chargement, comme en 1905 la caméra Pathé qui rencontre un franc succès, y compris outre atlantique, supplantée en 1909 par la célèbre Bell & Howell 2709, qui annonce par sa forme familière toutes les caméras futures du cinéma muet et du cinéma sonore, et fonctionne toujours avec une manivelle.

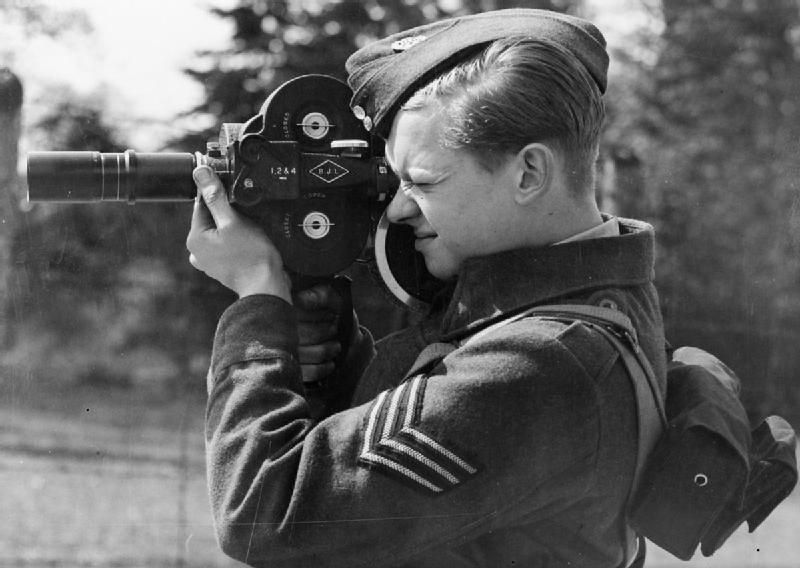
LEyemo 16 mm au poing d'un soldat anglais de la Royal Air Force Film Unit pendant la Seconde Guerre mondiale (1941-1945).

En 1925, Bell & Howell « met sur le marché une petite caméra portable, l’Eyemo, actionnée par un moteur à ressort, qui contient une minute, une minute et demi de pellicule 35 mm à 24 ou 16 images par seconde. Elle équipera bientôt les actualités filmées et sera adoptée par les réalisateurs de documentaires. C’est la caméra — dans sa version 16 mm — dont Michael Powell munit le personnage du tueur en série dans son film Le Voyeur (1960). »

## Types de magasins

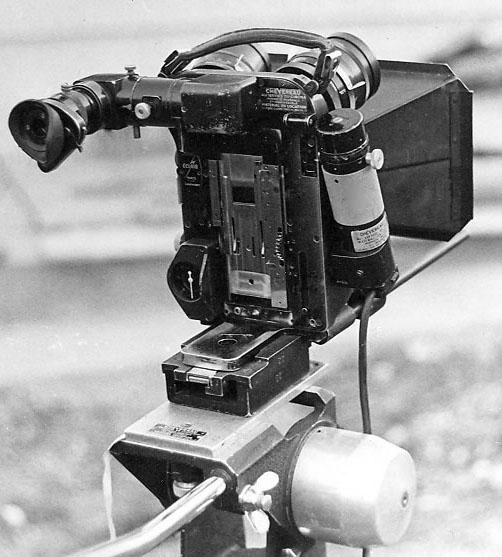
Un Caméflex sans son magasin que l'on enclenche directement sur le mécanisme ici très visible : fenêtre de cadrage du film, double-griffe.

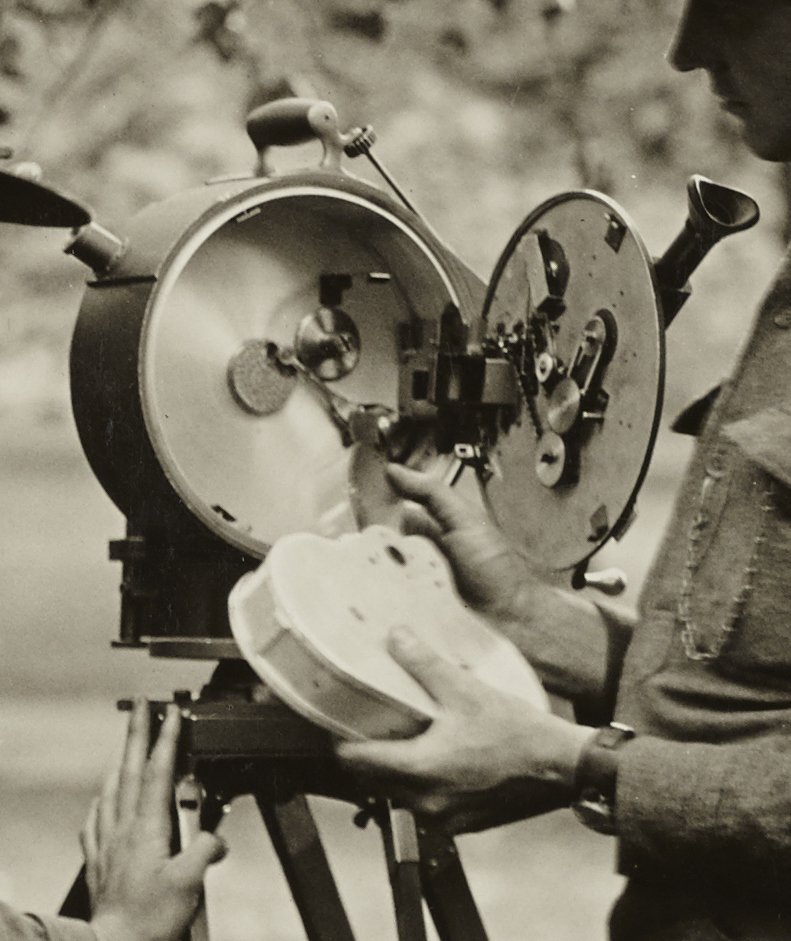
Mise en place d'une cassette de 60 mètres de pellicule dans une Akeley (1921)

Avant leur disparition pour cause de remplacement de la pellicule argentique par des bandes vidéo, puis par des mémoires informatiques, le principe général des magasins de caméra était d’activer le déroulement de la galette de pellicule vierge, et d’enrouler fermement (sans la casser) la pellicule une fois qu’elle avait été impressionnée. La pellicule conditionnée en 15 mètres ou 30 mètres était enroulée dans des bobines à joues. Passé cette longueur, la pellicule se présentait sous forme de galettes nues enroulées sur un noyau central (120 mètres, 300 mètres). 

Certains magasins aux formats 8 mm et 16 mm, destinés aux amateurs américains, commercialisés dans les années 1950 pour des caméras baptisées « ciné-magazine », pouvaient être accouplés facilement à la caméra et en pleine lumière, sous la forme d’une cartouche (cartridge) que l’on enclenchait sur le boîtier. Cette cartouche contenait une pellicule installée par le fabricant même. Le but recherché était aussi de fidéliser le possesseur de ces caméras auprès d'un unique fournisseur de pellicule. Les cadreurs professionnels ont bénéficié à plusieurs époques d'un type de commodité proche de la cartouche, avec des caméras très particulières et innovantes. Ainsi, dans les années 1920, la caméra Akeley, à la forme cylindrique, était chargée en cliquant dans le boîtier une cartouche avec la boucle déjà prête qui se positionnait dans le couloir du film. Il suffisait de refermer le presseur pour finaliser le chargement. L'explorateur et cinéaste Robert Flaherty l'utilisa en 1922 pour son film Nanouk l'Esquimau, au tournage difficile par grands froids. Apparu dans les années 1950, le Caméflex de chez Éclair était doté d'un magasin qui se fixait instantanément d’une simple poussée, presque sans manipulation de la pellicule. L’ingéniosité de cet appareil fut saluée par les Américains dans les années 1950 et participa par sa facilité d’utilisation à maints tournages de la Nouvelle Vague, dont À bout de souffle, cadré par Raoul Coutard. 

La plupart des autres caméras comportent des magasins aussi faciles à enclencher mais plus complexes dans la suite de la manipulation, qui consiste à faire passer le film dans le mécanisme du boîtier et l'installer dans le couloir et sur le ou les débiteurs dentés.
Les magasins se présentent de deux façons (cliquer sur la photo pour l'élargir) : 
- le magasin coplanaire (les deux bobines ou galettes sont sur un même plan) :

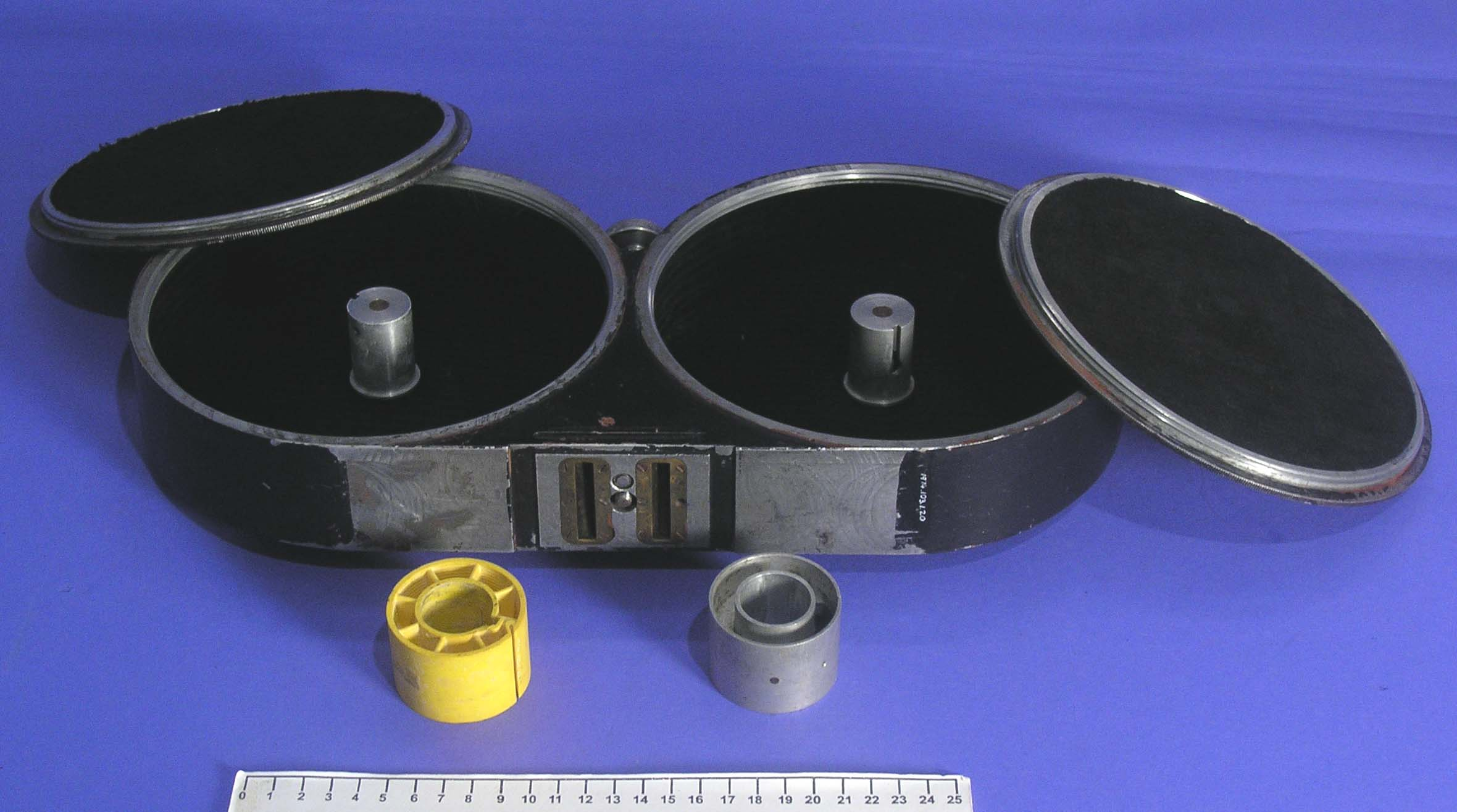
Magasin coplanaire ouvert (avec noyaux pour enrouler la pellicule).
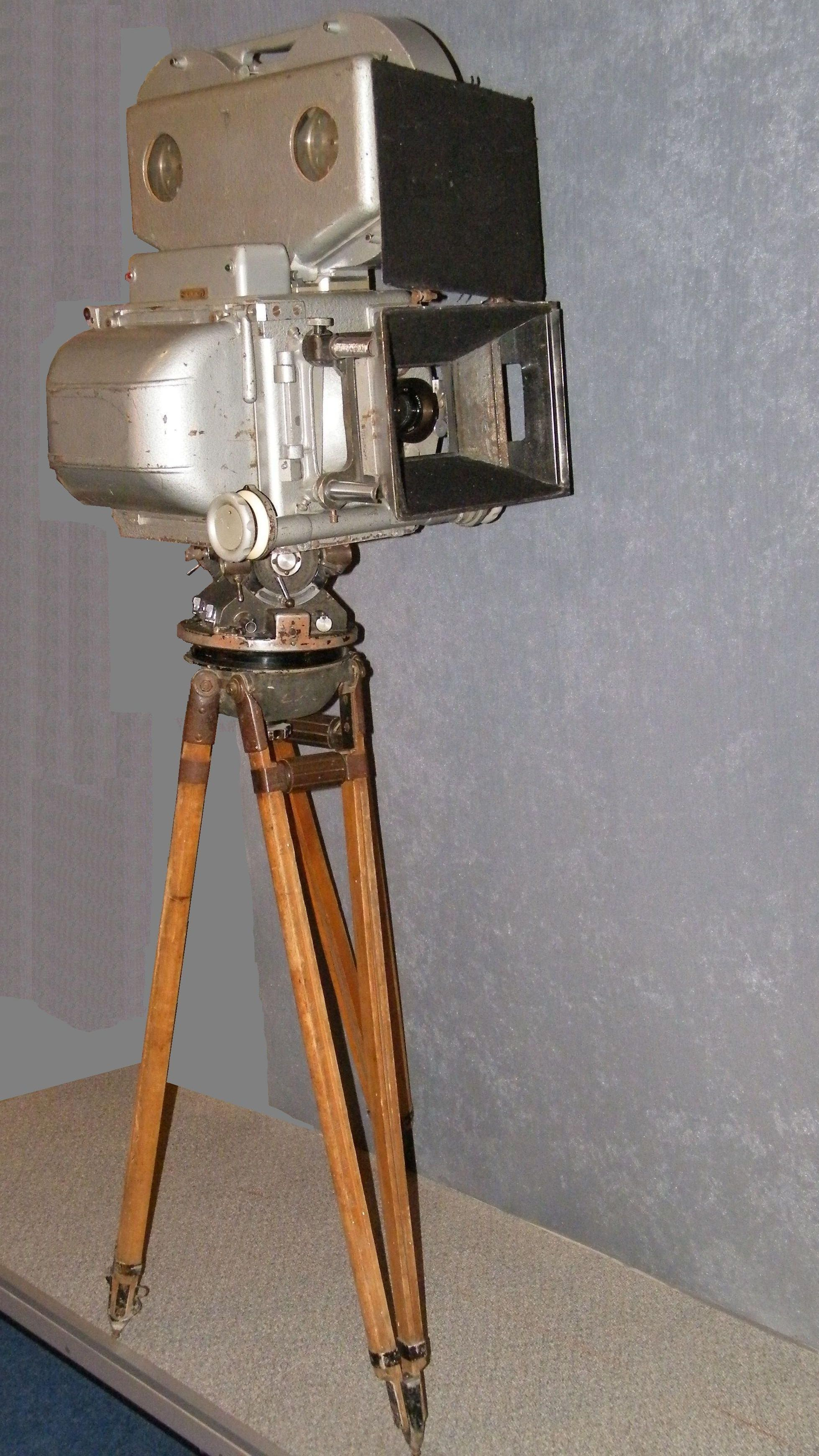
Caméra soviétique à magasin coplanaire.
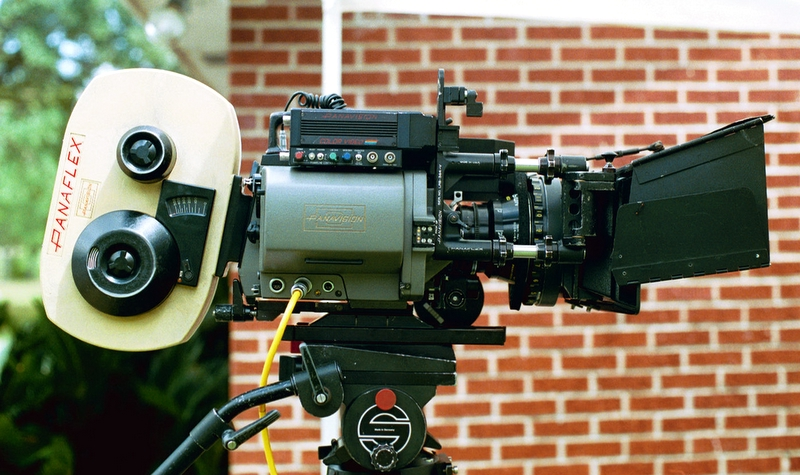
Magasin coplanaire blanc (contre le soleil) monté sur une caméra Panaflex G2.

- le magasin coaxial (les deux bobines ou galettes sont côte à côte) :

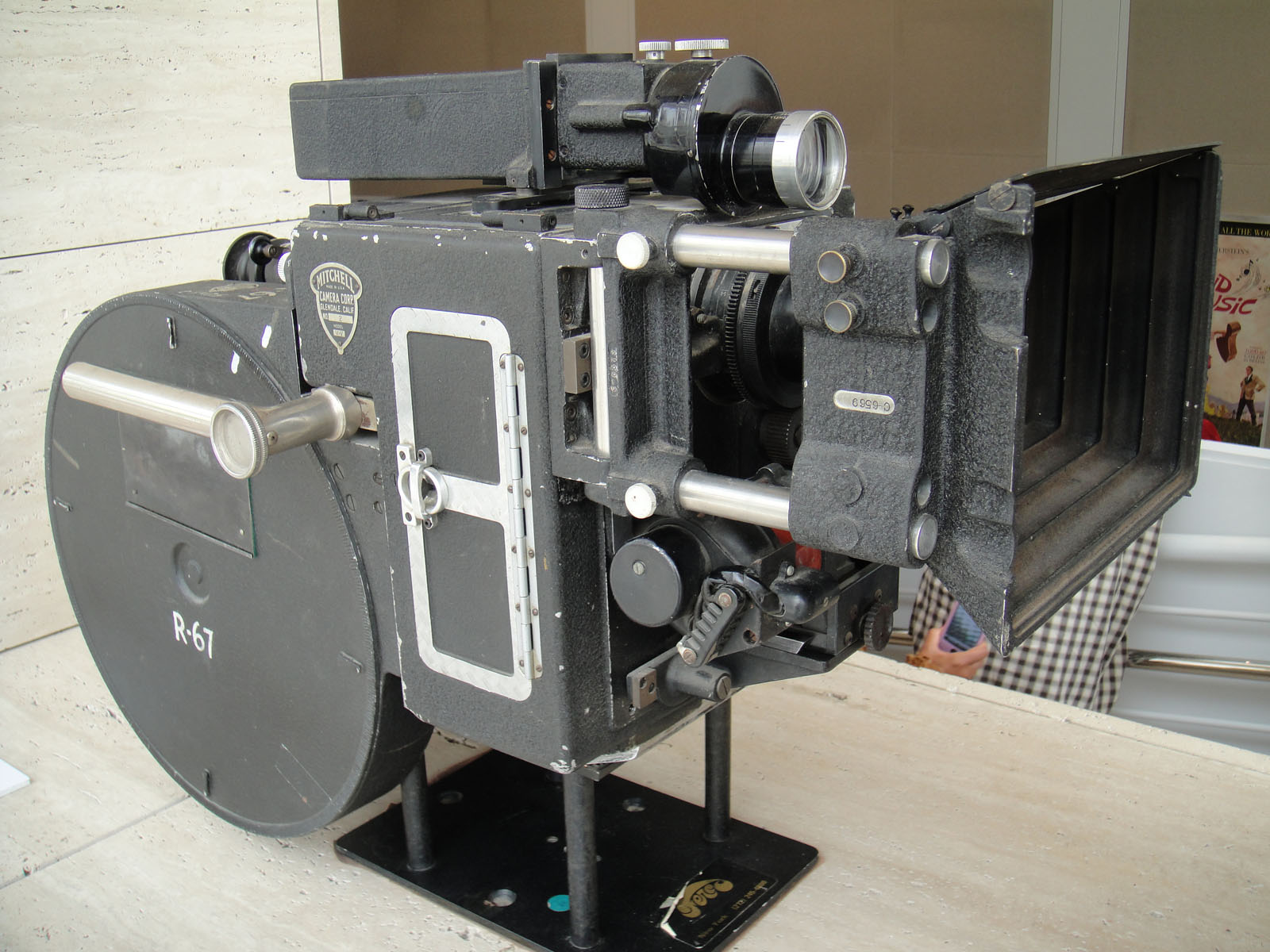
Caméra Mitchell VistaVision à magasin coaxial.
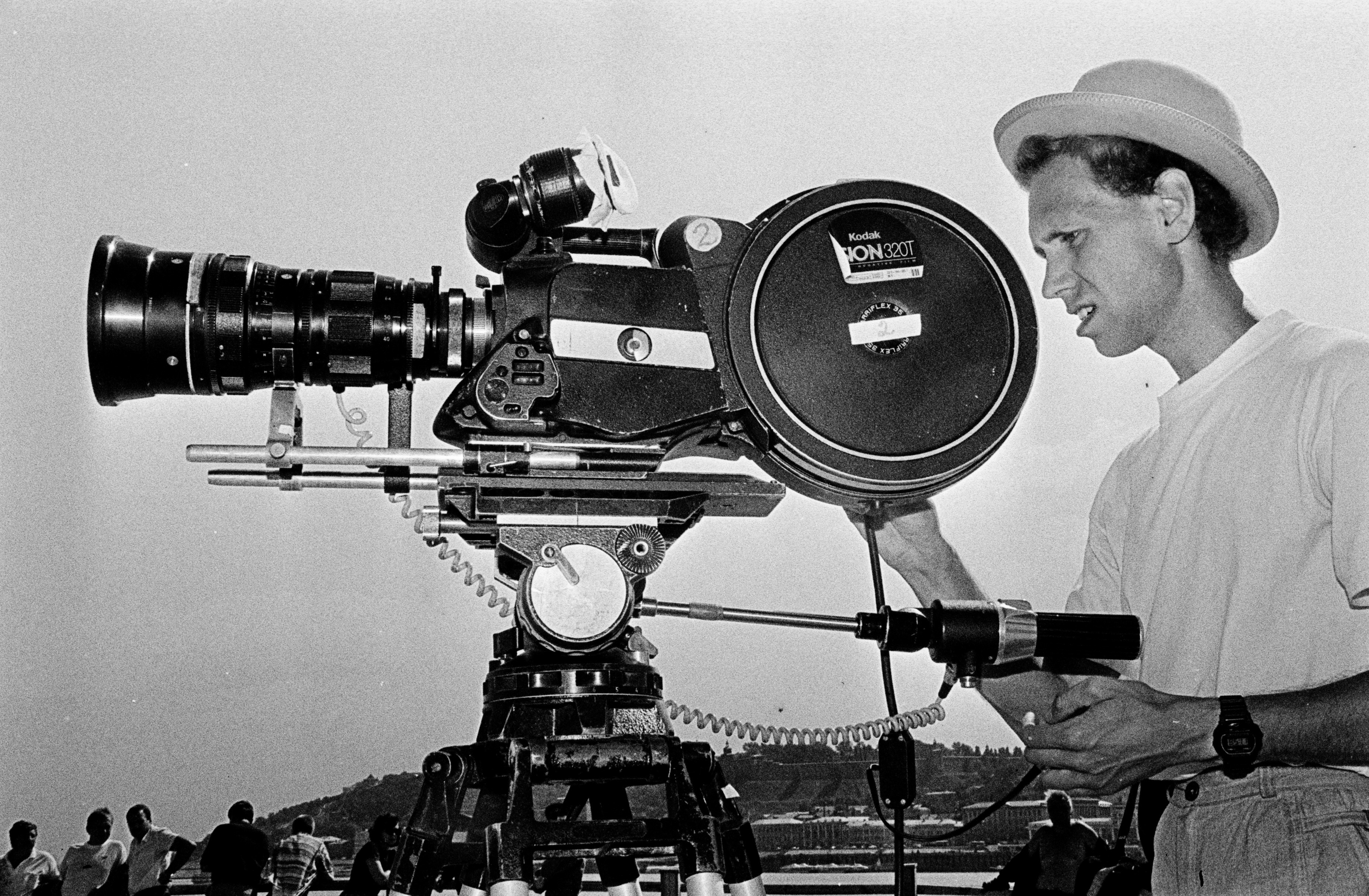
Caméra Arriflex 35 BL à magasin coaxial.
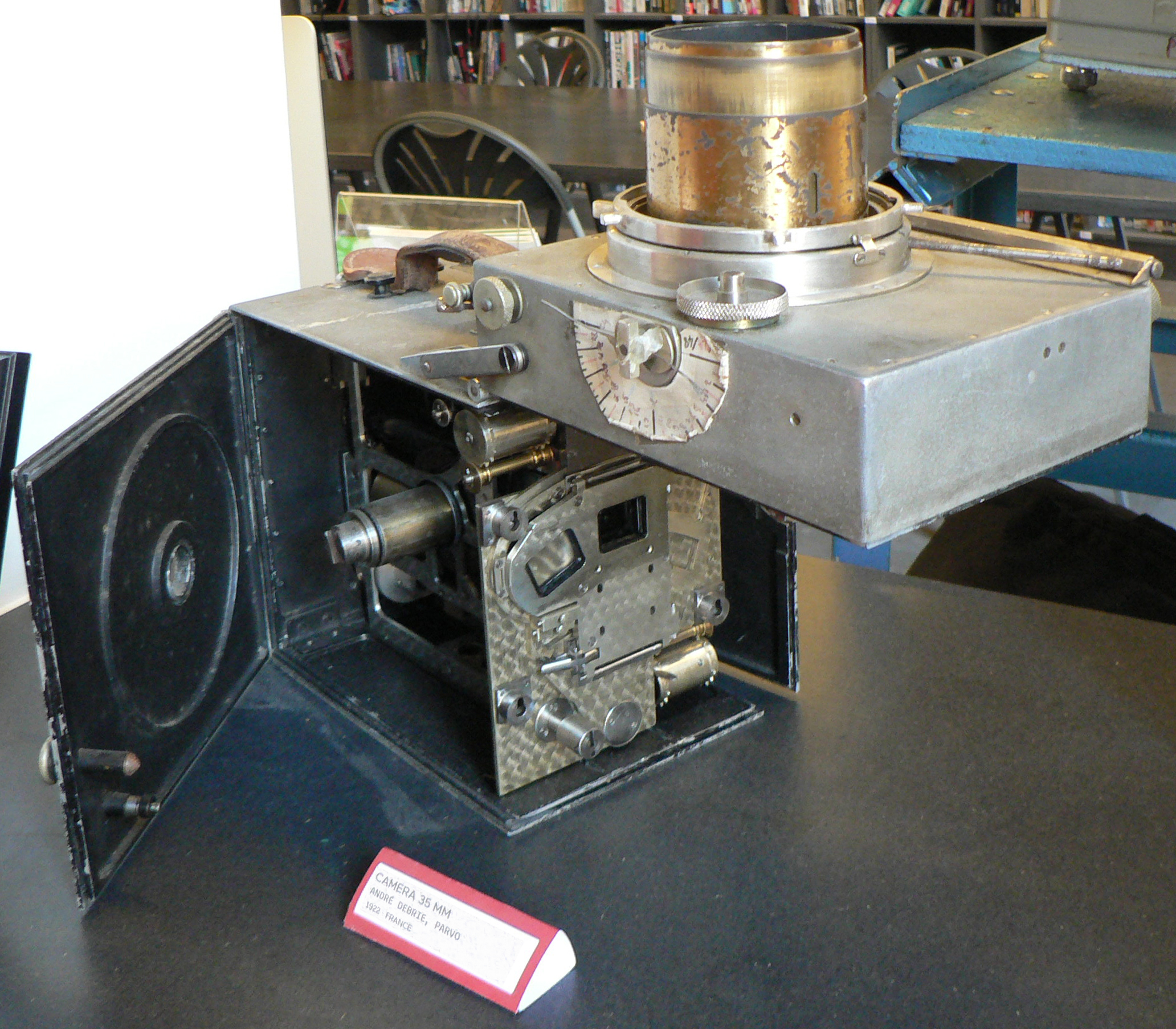
Debrie Parvo L ouverte et vide, montrant le magasin pour pellicule vierge  (à gauche) et les deux débiteurs. Le magasin coaxial est manipulable par l’autre porte que l’on devine à droite[2].

On remarqque donc que le magasin coaxial nécessite un chargement spécial de la caméra : le film, passant d'un côté à l'autre du boîtier, doit effectuer sa double boucle de Latham selon un dessin spécifique : en torsade.